# Luiz Fagundes Duarte
Luiz Manuel Fagundes Duarte (Serreta, 6 de outubro de 1954) é licenciado em Filologia Românica (1981), mestre em Linguística Portuguesa Histórica (1986), pela Universidade de Lisboa, e doutor em Linguística Portuguesa (1990) pela Universidade Nova de Lisboa, de que é Professor.

## Biografia
Como filólogo, a sua produção científica originou a publicação de ensaios, edições críticas e artigos científicos em revistas de especialidade, que têm como objecto questões de teoria e prática da filologia e assuntos relacionados com a edição crítica das obras de importantes escritores portugueses de várias épocas, designadamente Antero de Quental, Eça de Queiroz, Fernando Pessoa e Vitorino Nemésio. Foi membro da Direcção da Associação Portuguesa de Escritores, e fez crítica literária em jornais e revistas nacionais, como o JL-Jornal de Letras, Artes e Ideias, e a revista Colóquio/Letras, da Fundação Calouste Gulbenkian. Escreve regularmente nos jornais Diário Insular, de Angra do Heroísmo, e Açoriano Oriental, de Ponta Delgada.
Da sua actividade política destaca-se o exercício do cargo de Director Regional da Cultura no Governo Regional dos Açores (1996-1999), e de Deputado à Assembleia da República, eleito pelos Açores nas listas do Partido Socialista (1999-2002; 2002-2005; 2005-2009), integrando as Comissões de Educação e Ciência, de que é coordenador pelo Partido Socialista, de Negócios Estrangeiros, de Defesa Nacional, e o Grupo de Trabalho das Actividades Culturais da Assembleia da República, de que é presidente. É ainda membro do Conselho Nacional de Educação, da Comissão Científica do Plano Nacional de Leitura, e da Comissão de Ciência e Tecnologia da Assembleia Parlamentar da NATO.